# Neslovice
Neslovice (deutsch Neßlowitz, auch Nesslowitz) ist eine Gemeinde in Tschechien. Sie liegt fünf Kilometer nördlich von Ivančice und gehört zum Okres Brno-venkov.

## Geographie
Neslovice befindet sich im südlichen Teil der Boskowitzer Furche. Das Dorf erstreckt sich in der Quellmulde des Baches Neslovický potok. Gegen Osten liegt der Naturpark Bobrava. Nordöstlich erheben sich der Bučín (444 m) und Tmavý žlíbek (421 m), im Osten der Herzán (452 m) und Teplý kopec (438 m), südöstlich der Špidleny (461 m) und die Veselá hora (392 m).
Nachbarorte sind Pod Trojicí, Pendrov, Rosice und  Tetčice im Norden, Omice im Nordosten, U Nádraží, Střelice und Radostice im Osten, Prštice, Špidleny und Hlína im Südosten, Kopaniny und Ivančice im Süden, Oslavany und Padochov im Südwesten, Mašinka und Důl Anna im Westen sowie Zbýšov und Kratochvilka im Nordwesten.

## Geschichte
Archäologische Untersuchungen brachten zwischen Neslovice und Hlína eine ausgedehnte Siedlungsstätte aus dem Jungpaläolithikum zu Tage.
Die erste schriftliche Erwähnung des Dorfes erfolgte 1342 als Besitz des Klosters Rosa Coeli. Nachdem das Kloster 1528 erloschen war, schlug der böhmische König und spätere Kaiser Ferdinand I. die umfangreichen Klostergüter den Krongütern zu. 1532 verpfändete er die Herrschaft Dolní Kounice an seinen Vizekanzler Jiří Žabka von Limberg, der am 9. Oktober 1537 auch als erblicher Besitzer in der Landtafel eingetragen wurde. Während des Dreißigjährigen Krieges verödete Neslovice, 1656 lagen 17 der 31 Anwesen des Dorfes wüst. Nach dem Bau der Kirche wurde in Neslovice eine Lokalie eingerichtet, zu deren Sprengel ab 1787 auch Hlína gehörte. Zu Beginn des 19. Jahrhunderts begann der Abbau der Steinkohlenlagerstätten im Rossitz-Oslawaner Becken. Nachfolgend wuchs Neslovice an und neben den bäuerlichen Wirtschaften siedelten sich zahlreiche Bergleute an, die in dem Steinkohlengruben von Zbýšov arbeiteten. 1805 wurde in Neslovice eine Dorfschule eingeweiht. Bis zur Mitte des 19. Jahrhunderts blieb das Dorf immer nach Dolní Kounice untertänig.
Nach der Aufhebung der Patrimonialherrschaften bildete Neslovice ab 1850 eine Gemeinde in der Bezirkshauptmannschaft Brünn. 1921 wurde die Gemeinde dem Okres Brno-venkov zugeordnet. Bis 1927 war auch Kratochvilka nach Neslovice eingeschult. Zwischen 1948 und 1960 gehörte Neslovice zum Okres Rosice. Nach dessen Aufhebung kam die Gemeinde zum Okres Brno-venkov zurück. 1980 erfolgte die Eingemeindung von Hlína und Kratochvilka; beide Dörfer lösten sich 1990 wieder los.

## Gemeindegliederung
Für die Gemeinde Neslovice sind keine Ortsteile ausgewiesen.

## Sehenswürdigkeiten
- Kirche Maria Wiegenfest am nördlichen Ortsende, Spätbarockbau aus den Jahren 1782–1784
- Klassizistische Kapelle des hl. Gotthard und Florian, errichtet im 19. Jahrhundert auf einem erhöhten Platz in der Ortsmitte
- Denkmal für die Opfer des Ersten Weltkrieges, neben der Kapelle
- Naturschutzgebiet Patočkova hora auf einer Kuppe nordöstlich des Dorfes
- Naturschutzgebiet Rybičková skála im Tal des Neslovický potok, westlich des Ortes

## Söhne und Töchter der Gemeinde
- Antonín H. Sokol (1847–1889), Publizist und Schriftsteller, auch als A. H. Neslovský bekannt